# Campanas rojas
Campanas rojas (en ruso: Красные колокола), es una coproducción entre la URSS-México e Italia dirigida por el cineasta soviético Serguéi Bondarchuk (1920-1994).

## Argumento
Primera de dos partes. La primera parte se intituló "México en llamas" (en ruso: "Мексика в огне") y la segunda parte "Rusia 1917" (en ruso: "Россия 1917"), ambas basadas en los libros de John Reed México insurgente y Diez días que estremecieron el mundo respectivamente.
Campanas rojas narra el viaje del periodista estadounidense John Reed a México durante la revolución mexicana y su entrevista con Francisco Villa. También aparece la relación con su amante Mabel Dodge, su participación en la huelga de Patterson y su actividad como reportero en la Primera Guerra Mundial. Punto y aparte, también se representa la Batalla de Cuautla durante la Revolución, donde las tropas de Emiliano Zapata, derrotaron al ejército federal, en el cual se hallaba el llamado "5.º regimiento de Oro"
En la segunda parte, "Rusia 1917", se aborda la actividad de John Reed durante la revolución rusa y su relación amorosa con Luise Bryant, interpretada por Sydne Rome, así como sus entrevistas con Vladímir Ilich Lenin, interpretado por Anatoli Ustiuzháninov, y otros integrantes de la Revolución de Octubre, fundadores de la Unión Soviética.

## Curiosidades
Fue una coproducción gestada cuando Margarita López Portillo encabezaba RTC en México.
Serguéi Bondarchuk fue elegido como director por su trabajo en películas como El destino de un hombre y las cuatro partes de Guerra y paz. Otras coproducciones de este periodo son las películas Antonieta del español Carlos Saura y Eréndira del brasileño Ruy Guerra.
Existe una versión anterior basada en el libro México insurgente (1973), dirigida por Paul Leduc, con Claudio Obregón como John Reed y Eraclio Zepeda como Villa, intitulada Reed, México insurgente.
Eraclio Zepeda interpretó a Pancho Villa en ambas producciones cinematográficas.
En la misma época (1981) se filma la película estadounidense Rojos ("Reds") dirigida y actuada por Warren Beatty, con Diane Keaton y Jack Nicholson, entre otros.

## Premios
- Premio de la Unión de Periodistas a la Mejor Película en el Festival Cinematográfico de los Pueblos de África, Asia y América Latina / (Taskent, URSS, 1982)
- Globo de Oro y Premio del Diario Pravo a la Mejor Película en el Festival Internacional de Cine de Karlovy Vary (Checoslovaquia, 1982)